# Typhlops collaris
Typhlops collaris este o specie de șerpi din genul Typhlops, familia Typhlopidae, descrisă de Addison Wynn și Leviton 1993. Conform Catalogue of Life specia Typhlops collaris nu are subspecii cunoscute.